# Frédéric Marcotte
Pour les articles homonymes, voir Marcotte.
 (mai 2012).
Si vous disposez d'ouvrages ou d'articles de référence ou si vous connaissez des sites web de qualité traitant du thème abordé ici, merci de compléter l'article en donnant les références utiles à sa vérifiabilité et en les liant à la section « Notes et références ».
Frédéric Marcotte, né le 3 août 1975 à Montréal, est un musicien de musique électronique et poète québécois.
Il a publié en 2010 Évangile, un recueil de prose poétique qui lui a valu d'être finaliste au prix de la Fondation Émile-Nelligan qui récompense les poètes de 35 ans et moins,. En 2011 est paru Théorie de la crise, et en 2013 Notre-Dame-du-Vertige, chez le même éditeur, Les Herbes rouges.

## Formation
Vers ses dix-sept ou dix-huit ans, un des premiers livres qu’il achète est l’œuvre de Rimbaud. Il se sent appelé, et se met sur le champ à écrire de la poésie en prose. Plus tard, tout en suivant divers cours dans différentes universités sans jamais rien compléter, il accumule les manuscrits. Alors qu’il a environ trente ans, un ami lui parle du concours Radio-Canada. Il a l’idée d’un projet : écrire six balades en vers classiques à la François Villon sur le thème de la guerre. Ce travail, dédié à la mémoire de Zahra Kazemi, est une lourde épreuve. Aussi se rend-il bientôt compte du ridicule d’écrire à ce moment dans une forme depuis longtemps dépassée. Il revient aux centaines de pages qu’il a composées au fil des ans, et décide d’établir un florilège : la moitié est composée de textes courts en prose, l’autre de poèmes à forme fixe qui l’ont occupé durant les derniers mois. Pour clore ce recueil, il décide d’écrire deux textes en prose d’une quinzaine de pages chacun : Montréal et Abrégé de l’Histoire. Ce recueil envoyé à plusieurs éditeurs n'obtiendra aucune faveur. Mais avec Abrégé de l’Histoire naît l’idée d’Évangile : un narrateur/acteur, un je, qui a vu toutes les époques, tous les pays, raconte ses réminiscences et devise sur l’avenir du monde.
Il écrit Évangile du 5 février au 7 juin 2009. Suivent du même souffle Théorie de la crise, Notre-Dame-du-Vertige, un quatrième récit poétique (refusé par son éditeur), une pièce de théâtre et un roman autobiographique (refusé par son éditeur).

## Articles sur l’œuvre poétique
- BRASSARD, Denise, Perdre ses traces in Voix et Images, no 108, Printemps-Été 2011, p. 117-125.
- CLOUTIER, Mario, Métropoétique in La Presse, cahier Arts et Spectacles, 28 janvier 2011.
- GAGNÉ, Dominic, Carnets de résonance VII : vents contraires in Estuaire, no 155, 2013, p. 188-119.

## Parutions en revue
- Notre-Dame-du-Vertige in Jet d'encre, Printemps-Été 2011, p. 131-138.
- Idoles de guerre in Les Écrits, no 132, Août 2011, p. 109-113.
- Vacance de Dieu in Les Écrits, no 135, Août 2012, p. 67-71.
- Chants in Les Écrits, no 140, Avril 2014, p. 131-135.
- Surtout ne me libère pas in Estuaire, no 157, Mai 2014, p. 63-67.

## Œuvres poétiques
- Évangile, Les Herbes Rouges, Août 2010, 177 pages.
- Théorie de la crise, Les Herbes Rouges, Mars 2011, 158 pages.
- Notre-Dame-du-Vertige, Les Herbes Rouges, Avril 2013, 136 pages.